# صولا (آل الزارية)
جبل صُوْلَا (بضم الصاد المهملة وسكون الواو، ثم لام وألف) هو جبل في السراة بين شعب عدفة ووادي تغمم في ديار قبيلة بلقرن غربي قرى آل الزارية في محافظة بلقرن في منطقة عسير في المملكة العربية السعودية.